# Бологе
Бологе́ (рос. Бологое) — місто в Росії, адміністративний центр Бологовського району Тверської області.
Місто розташоване на північній околиці Валдайської височини, на озері Бологе, за 164 км на північний захід від Твері. Великий залізничний вузол Жовтневої залізниці. Розташоване приблизно на половині залізничного шляху з Санкт-Петербурга до Москви (центр розташований за 12 кілометрів у бік Санкт-Петербурга).

## Історія

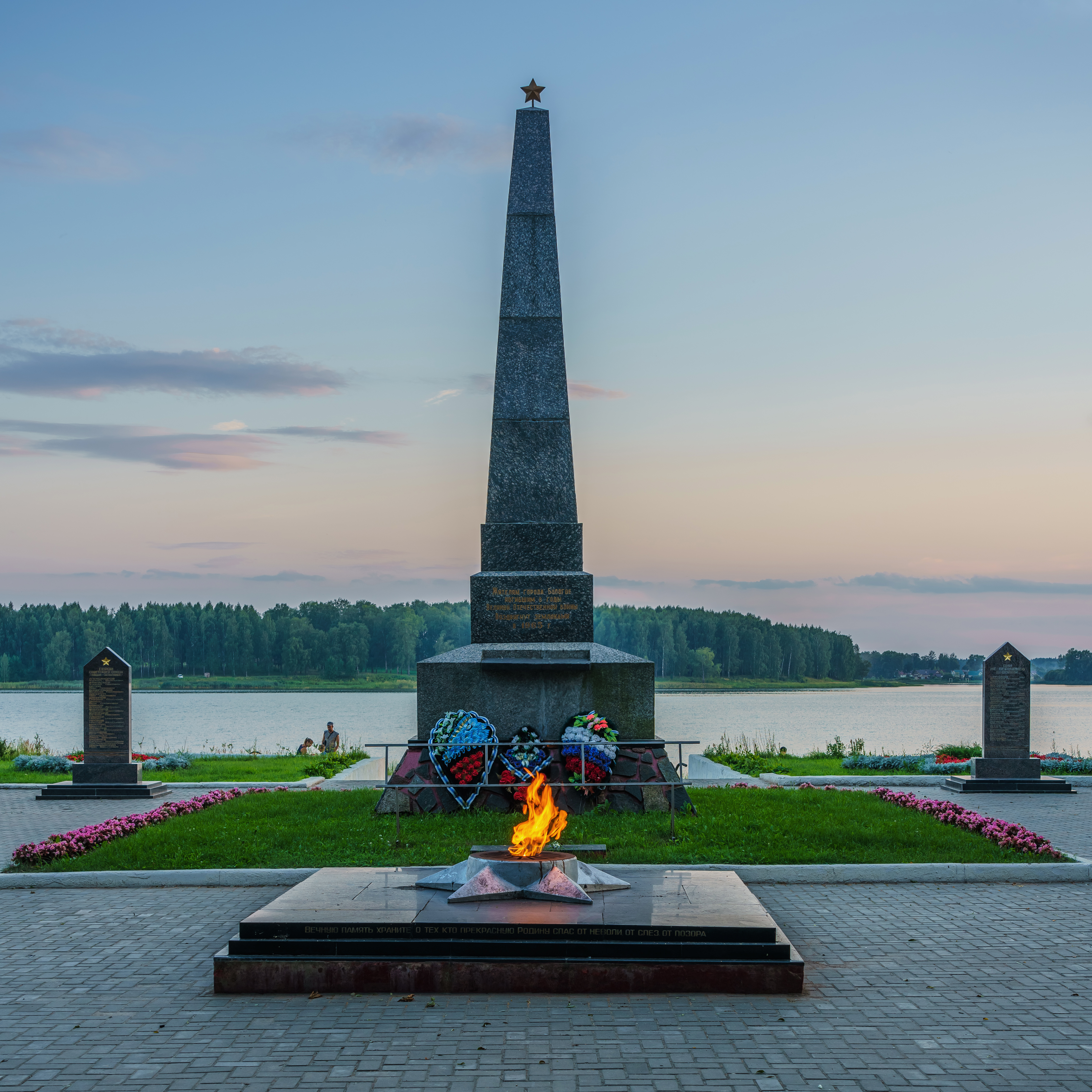
Пам'ятник загиблим у Другій світовій війні

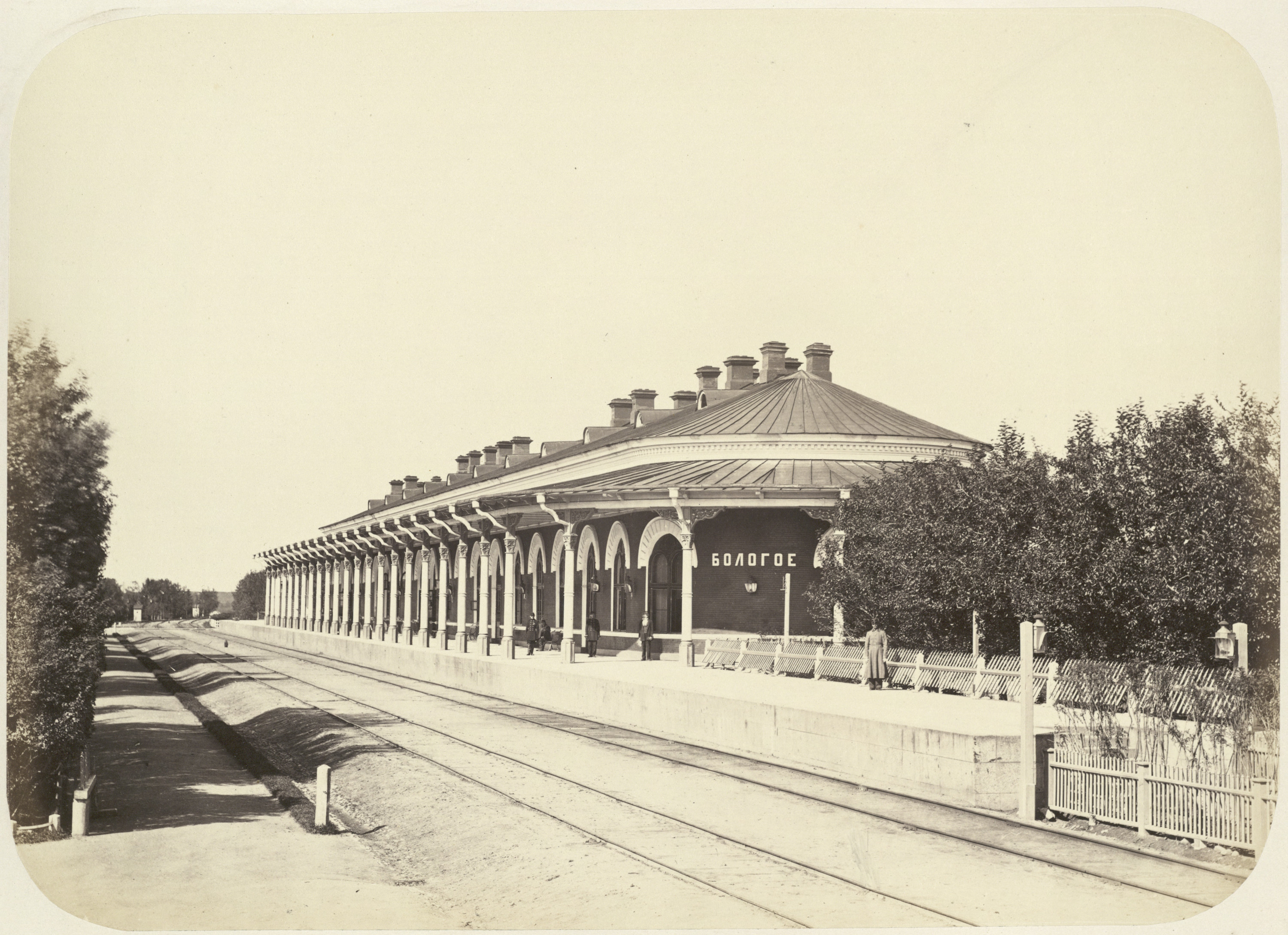
Станція Бологе в 1860-ті роки

Назва походить від д.-рус. бологыи — «ніжний», «хороший» (східнослов'янська повноголосна форма відповідає староцерк.-слов. благий).
Бологе вперше згадується близько 1495 року у писцовій книзі Деревської п'ятини Новгородської землі
1851 року була відкрита станція Миколаївської залізниці. Для обслуговування залізниці були побудовані склади, ангари, депо. Залізниця дала поштовх швидкому розвитку в районі станції Бологе.
Під час Другої світової війни Бологе зазнало запеклого бомбардування як важливий залізничний вузол. Всього за роки війни було 527 нальотів, у котрих брало участь 1092 літаки, закинуто 212 диверсійних груп. Місто окуповано не було.

## Персоналії
- Александров Борис Олександрович (1905—1994) — композитор, хормейстер, військовий диригент.